# Vertrag über die Arbeitsweise der Europäischen Union
Der Vertrag über die Arbeitsweise der Europäischen Union (AEUV oder AEU-Vertrag) ist neben dem Vertrag über die Europäische Union (EUV oder EU-Vertrag) einer der Gründungsverträge der Europäischen Union (EU). Zusammen bilden sie die primärrechtliche Grundlage des politischen Systems der EU; nach Art. 1 AEU-Vertrag sind beide Verträge rechtlich gleichrangig und werden gemeinsam als „die Verträge“ bezeichnet. Bisweilen werden diese Verträge deshalb auch als „europäisches Verfassungsrecht“ bezeichnet, formal sind sie jedoch völkerrechtliche Verträge zwischen den EU-Mitgliedstaaten.
Der AEU-Vertrag geht auf den 1957 in Rom abgeschlossenen Vertrag zur Gründung der Europäischen Wirtschaftsgemeinschaft (EWG-Vertrag) zurück, der zusammen mit dem EURATOM-Vertrag als Römische Verträge bekannt ist. Der EWG-Vertrag wurde aber seitdem mehrmals geändert, insbesondere durch den Fusionsvertrag 1965, die Einheitliche Europäische Akte 1986, den Vertrag von Maastricht 1992, den Vertrag von Amsterdam 1997, den Vertrag von Nizza 2001 und den Vertrag von Lissabon 2007. Mit dem Vertrag von Maastricht wurde der EWG-Vertrag in Vertrag zur Gründung der Europäischen Gemeinschaft (EG-Vertrag) umbenannt, seinen heutigen Namen erhielt der AEU-Vertrag mit Inkrafttreten des Vertrags von Lissabon am 1. Dezember 2009. Die Umbenennung ist darauf zurückzuführen, dass mit dem Vertrag von Lissabon die Europäische Gemeinschaft aufgelöst und all ihre Funktionen von der EU übernommen wurden.
Während also zuvor EU- und EG-Vertrag sich auf zwei unterschiedliche (wenn auch institutionell verbundene) Organisationen bezogen, hat der heutige AEU-Vertrag lediglich eine ergänzende Funktion und ist nach seinem Wortlaut (Art. 1 Abs. 1 AEUV) als konkretisierend auf den EU-Vertrag hin bezogen. Der EU-Vertrag ist dabei recht kurz gehalten und enthält vor allem grundsätzliche institutionelle Bestimmungen. Der AEU-Vertrag umfasst dagegen 358 Artikel; er erläutert insbesondere die Funktionsweise der Organe der EU genauer und legt in einem detaillierten normativen Rahmen fest, in welchen Bereichen die EU mit welchen Kompetenzen tätig werden kann. Die geplante Zusammenlegung von EU-Vertrag und AEU-Vertrag zum Vertrag über eine Verfassung für Europa scheiterte 2005 an der Ablehnung bei Referenden in Frankreich und den Niederlanden.
Der AEU-Vertrag ist in den 24 Amtssprachen der Europäischen Union abgefasst und in jeder Sprachversion gleichermaßen rechtsverbindlich.

## Inhalt
Der AEU-Vertrag besteht aus einer Präambel und 358 Artikeln, die zu sieben Teilen zusammengefasst sind, die ihrerseits wiederum aus Titeln, Kapiteln und Abschnitten bestehen.
Die Präambel des AEU-Vertrages geht im Wesentlichen auf den EWG-Vertrag zurück und beinhaltet daher vor allem wirtschaftspolitische Absichtserklärungen, etwa den „wirtschaftlichen und sozialen Fortschritt“ oder die „Besserung der Lebens- und Beschäftigungsbedingungen“. Bekannt ist die Formulierung des an erster Stelle genannten Ziel des Vertrags, „die Grundlagen für einen immer engeren Zusammenschluss der europäischen Völker zu schaffen“, die in ähnlicher Form auch in den EU-Vertrag übernommen wurde. Sie lässt die Frage nach der Finalität der Europäischen Union offen, deutet jedoch das Ziel einer weiterführenden Integration an.
- Erster Teil: Grundsätze (Art. 1 - 17)
  - Titel I: Arten und Bereiche der Zuständigkeit der Union (Art. 2 - 6)
  - Titel II: Allgemein geltende Bestimmungen (Art. 7 - 17)
- Zweiter Teil: Nichtdiskriminierung und Unionsbürgerschaft (Art. 18 - 25)
- Dritter Teil: Die internen Politiken und Maßnahmen der Union (Art. 26 - 197)
  - Titel I: Der Binnenmarkt (Art. 26 - 27)
  - Titel II: Der freie Warenverkehr (Art. 28 - 37)
    - Kapitel 1: Die Zollunion (Art. 30 - 32)
    - Kapitel 2: Die Zusammenarbeit (Art. 33)
    - Kapitel 3: Verbot von mengenmäßigen Beschränkungen zwischen den Mitgliedstaaten (Art. 34 - 37)

  - Titel III: Die Landwirtschaft und die Fischerei (Art. 38 - 44)
  - Titel IV: Die Freizügigkeit, der freie Dienstleistungs- und Kapitalverkehr (Art. 45 - 66)
    - Kapitel 1: Die Arbeitskräfte (Art. 45 - 48)
    - Kapitel 2: Das Niederlassungsrecht (Art. 49 - 55)
    - Kapitel 3: Dienstleistungen (Art. 56 - 62)
    - Kapitel 4: Der Kapital- und Zahlungsverkehr (Art. 63 - 66)

  - Titel V: Der Raum der Freiheit, der Sicherheit und des Rechts (Art. 67 - 89)
    - Kapitel 1: Allgemeine Bestimmungen (Art. 67 - 76)
    - Kapitel 2: Politik im Bereich Grenzkontrollen, Asyl und Einwanderung (Art. 77 - 80)
    - Kapitel 3: Justizielle Zusammenarbeit in Zivilsachen (Art. 81)
    - Kapitel 4: Justizielle Zusammenarbeit in Strafsachen (Art. 82 - 86)
    - Kapitel 5: Polizeiliche Zusammenarbeit (Art. 87 - 89)

  - Titel VI: Der Verkehr (Art. 90 - 100)
  - Titel VII: Gemeinsame Regeln betreffend Wettbewerb, Steuerfragen und Angleichung der Rechtsvorschriften (Art. 101 - 118)
    - Kapitel 1: Wettbewerbsregeln (Art. 101 - 109)
      - Abschnitt 1: Vorschriften für Unternehmen (Art. 101 - 106)
      - Abschnitt 2: Staatliche Beihilfen (Art. 107 - 109)

    - Kapitel 2: Steuerliche Vorschriften (Art. 110 - 113)
    - Kapitel 3: Angleichung der Rechtsvorschriften (Art. 114 - 118)

  - Titel VIII: Die Wirtschafts- und Währungspolitik (Art. 119 - 144)
    - Kapitel 1: Die Wirtschaftspolitik (Art. 120 - 126)
    - Kapitel 2: Die Währungspolitik (Art. 127 - 133)
    - Kapitel 3: Institutionelle Bestimmungen (Art. 134 - 135)
    - Kapitel 4: Besondere Bestimmungen für die Mitgliedstaaten, deren Währung der Euro ist (Art. 136 - 138)
    - Kapitel 5: Übergangsbestimmungen (Art. 139 - 144)

  - Titel IX: Beschäftigung (Art. 145 - 150)
  - Titel X: Sozialpolitik (Art. 151 - 161)
  - Titel XI: Der Europäische Sozialfonds (Art. 162 - 164)
  - Titel XII: Allgemeine und berufliche Bildung, Jugend und Sport (Art. 165 - 166)
  - Titel XIII: Kultur (Art. 167)
  - Titel XIV: Gesundheitswesen (Art. 168)
  - Titel XV: Verbraucherschutz (Art. 169)
  - Titel XVI: Transeuropäische Netze (Art. 170 - 172)
    - Titel XVII: Industrie (Art. 173)
    - Titel XVIII: Wirtschaftlicher, sozialer und territorialer Zusammenhalt (Art. 174 - 178)
    - Titel XIX: Forschung, technologische Entwicklung und Raumfahrt (Art. 179 - 190)
    - Titel XX: Umwelt (Art. 191 - 193)
    - Titel XXI: Energie (Art. 194)
    - Titel XXII: Tourismus (Art. 195)
    - Titel XXIII: Katastrophenschutz (Art. 196)
    - Titel XXIV: Verwaltungszusammenarbeit (Art. 197)
- Vierter Teil: Die Assoziierung der überseeischen Länder und Hoheitsgebiete (Art. 198 - 204)
- Fünfter Teil: Das auswärtige Handeln der Union (Art. 205 - 222)
  - Titel I: Allgemeine Bestimmungen über das auswärtige Handeln der Union (Art. 205)
  - Titel II: Gemeinsame Handelspolitik (Art. 206 - 207)
  - Titel III: Zusammenarbeit mit Drittländern und humanitäre Hilfe (Art. 208 - 214)
    - Kapitel 1: Entwicklungszusammenarbeit (Art. 208 - 211)
    - Kapitel 2: Wirtschaftliche, finanzielle und technische Zusammenarbeit mit Drittländern (Art. 212 - 213)
    - Kapitel 3: Humanitäre Hilfe (Art. 214)

  - Titel IV: Restriktive Maßnahmen (Art. 215)
  - Titel V: Internationale Übereinkünfte (Art. 216 - 219)
  - Titel VI: Beziehungen der Union zu internationalen Organisationen und Drittländern sowie Delegationen der Union (Art. 220 - 221)
  - Titel VII: Solidaritätsklausel (Art. 222)
- Sechster Teil: Institutionelle Bestimmungen und Finanzvorschriften (Art. 223 - 334)
  - Titel I: Vorschriften über die Organe (Art. 223 - 309)
    - Kapitel 1: Die Organe (Art. 223 - 287)
      - Abschnitt 1: Das Europäische Parlament (Art. 223 - 234)
      - Abschnitt 2: Der Europäische Rat (Art. 235 - 236)
      - Abschnitt 3: Der Rat (Art. 237 - 243)
      - Abschnitt 4: Die Kommission (Art. 244 - 250)
      - Abschnitt 5: Der Gerichtshof der Europäischen Union (Art. 251 - 281)
      - Abschnitt 6: Die Europäische Zentralbank (Art. 282 - 284)
      - Abschnitt 7: Der Rechnungshof (Art. 285 - 287)

    - Kapitel 2: Rechtsakte der Union, Annahmeverfahren und sonstige Vorschriften (Art. 288)
      - Abschnitt 1: Die Rechtsakte der Union (Art. 288 - 292)
      - Abschnitt 2: Annahmeverfahren und sonstige Vorschriften (Art. 293 - 299)

    - Kapitel 3: Die beratenden Einrichtungen der Union (Art. 300 - 307)
      - Abschnitt 1: Der Wirtschafts- und Sozialausschuss (Art. 301 - 305)
      - Abschnitt 2: Der Ausschuss der Regionen (Art. 305 - 307)

    - Kapitel 4: Die Europäische Investitionsbank (Art. 308 - 309)

  - Titel II: Finanzvorschriften (Art. 310 - 325)
    - Kapitel 1: Die Eigenmittel der Union (Art. 311)
    - Kapitel 2: Der mehrjährige Finanzrahmen (Art. 312)
    - Kapitel 3: Der Jahreshaushaltsplan (Art. 313 - 316)
    - Kapitel 4: Ausführung des Haushaltsplans und Entlastung (Art. 317 - 319)
    - Kapitel 5: Gemeinsame Bestimmungen (Art. 320 - 324)
    - Kapitel 6: Betrugsbekämpfung (Art. 325)

  - Titel III: Verstärkte Zusammenarbeit (Art. 326 - 334)
- Siebter Teil: Allgemeine und Schlussbestimmungen (Art. 335 - 358)

## Einzelne Bereiche und Zuständigkeiten

### Grundsätze
Art. 1 AEUV erläutert die Funktion des Vertrags, nämlich die Arbeitsweise der Europäischen Union zu regeln und „die Bereiche, die Abgrenzung und die Einzelheiten der Ausübung ihrer Zuständigkeiten“ festzulegen. Es gilt das Prinzip der begrenzten Einzelermächtigung. Anschließend hat die Union je nach Politikbereich unterschiedliche Regelungskompetenzen (Art. 2): die ausschließliche und die geteilte Zuständigkeit. Während bei Politikbereichen mit ausschließlicher Zuständigkeit nur die EU tätig werden kann, können in Politikfeldern mit geteilter Zuständigkeit auch die Nationalstaaten Gesetze erlassen, solange diese keinen europäischen Regelungen widersprechen. Das Verhältnis der EU zu den Mitgliedstaaten entspricht in diesen Bereichen damit dem Verhältnis des Bundes zu den Ländern bei der ausschließlichen bzw. der konkurrierenden Gesetzgebung in Deutschland. Daneben werden noch weitere Formen genannt, in denen die EU aktiv werden kann: In der Wirtschafts- und Beschäftigungspolitik nimmt sie Koordinierungsfunktionen ein, in der Außenpolitik erarbeitet und verwirklicht sie gemeinsame Politiken der Mitgliedstaaten. Auch in bestimmten weiteren Bereichen führt die EU unterstützende, koordinierende oder ergänzende Maßnahmen durch, sie kann dabei aber die Möglichkeit der Nationalstaaten, eigene Gesetze zu erlassen, nicht einschränken.
Art. 3, Art. 4 und Art. 6 AEUV listen jeweils die Politikbereiche auf, in denen die EU ausschließliche, geteilte oder unterstützende Zuständigkeit besitzt, Art. 5 AEUV geht auf die Koordinierung der Wirtschaftspolitik ein. Dieser „Kompetenzkatalog“ nach Vorbild von Art. 72 und Art. 73 des deutschen Grundgesetzes wurde erst durch den Vertrag von Lissabon eingefügt, um der Forderung nach mehr Transparenz über die Zuständigkeiten der EU nachzukommen. Allerdings ist der Katalog teilweise eher unspezifisch, in mehreren Fällen werden die genauen Kompetenzabgrenzungen für einen Politikbereich erst an einer späteren Stelle im Vertrag geregelt.
Der Rest des ersten Teils nennt verschiedene Querschnittsaufgaben, die die EU bei all ihren Tätigkeiten zu berücksichtigen hat. Diese sind das Kohärenzgebot (Art. 7 AEUV), die Gleichstellung der Geschlechter (Art. 8 AEUV), hohes Beschäftigungsniveau, Bekämpfung sozialer Ausgrenzung, hohe Bildung und Gesundheitsschutz (Art. 9 AEUV), Kampf gegen Diskriminierung aufgrund von Geschlecht, Rasse, ethnischer Herkunft, Religion, Weltanschauung, Behinderung, Alter oder sexueller Ausrichtung (Art. 10 AEUV), Umweltschutz (Art. 11 AEUV), Verbraucherschutz (Art. 12 AEUV), Tierschutz (Art. 13 AEUV), das Funktionieren der Dienste von allgemeinem wirtschaftlichen Interesse (Art. 14 AEUV), Transparenz (Art. 15 AEUV), Datenschutz (Art. 16 AEUV) und Respekt vor dem rechtlichen Status von Kirchen und weltanschaulichen Gemeinschaften in den Mitgliedstaaten (Art. 17 AEUV).

### Nichtdiskriminierung und Unionsbürgerschaft
Der zweite Teil des AEU-Vertrags beinhaltet bestimmte Rechte, die die Bürger der EU besitzen und die zu den Rechten hinzutreten, die in der EU-Grundrechtecharta aufgeführt sind.
Art. 18 AEUV verbietet die Diskriminierung aufgrund der Staatsbürgerschaft bei der Anwendung der EU-Verträge; nach Art. 19 AEUV kann der Rat der EU im Zustimmungsverfahren einstimmig Regeln erlassen, die eine Diskriminierung aus den in Art. 10 AEUV genannten Gründen verbieten. Dieser Artikel bildet die Grundlage für die Gleichstellungspolitik der Europäischen Union.
Art. 20 ff. AEUV begründen die Unionsbürgerschaft, die jeder Bürger eines EU-Mitgliedstaats zusätzlich zu seiner nationalen Staatsbürgerschaft besitzt, und führen die damit verbundenen Bürgerrechte auf.

### Die internen Politiken und Maßnahmen der Union
Der dritte Teil ist der umfangreichste Teil des AEU-Vertrags. Er führt in insgesamt 24 Titeln die verschiedenen innenpolitischen Bereiche auf, in denen die EU tätig werden kann, und nennt dabei jeweils einzeln die Ziele, Mittel und Entscheidungsverfahren, die dabei angewendet werden können. Der AEU-Vertrag ist dabei sehr viel detaillierter als etwa nationale Verfassungen, die sich meist mit einfachen Kompetenzkatalogen begnügen. Dies ist auf das Prinzip der begrenzten Einzelermächtigung zurückzuführen, nach dem die EU für jede ihrer Aktivitäten eine ausdrückliche Grundlage im Vertrag benötigt. Insbesondere die in vielen Titeln aufgeführten Ziele der EU-Politik in den verschiedenen Bereichen sind daher als Einschränkungen zu verstehen, mit denen die Mitgliedstaaten die Tätigkeit der supranationalen Organe (Europäische Kommission und Europäisches Parlament) begrenzen und auf bestimmte Zwecke hin ausrichten. Zugleich spielen die genannten Zielsetzungen aber auch im Rahmen der Effet-utile-Rechtsprechung des Europäischen Gerichtshofs eine wichtige Rolle, da der Gerichtshof die Kompetenzen der EU meist als so weitreichend interpretiert, wie für die Erreichung der Ziele erforderlich.
Titel I des dritten Teils (Art. 26 und Art. 27 AEUV) legt die Errichtung des Europäischen Binnenmarkts fest, in dem der freie Verkehr von Waren, Personen, Dienstleistungen und Kapital gewährleistet ist. Der freie Warenverkehr wird in Titel II (Art. 28 bis Art. 37 AEUV) näher bestimmt, der auf die Europäische Zollunion eingeht und alle tarifären sowie nichttarifären Handelshemmnisse verbietet. Titel III (Art. 38 bis Art. 44 AEUV) behandelt die Gemeinsame Agrarpolitik sowie die Gemeinsame Fischereipolitik. Titel IV (Art. 45 bis Art. 66 AEUV) geht auf die Arbeitnehmerfreizügigkeit (Art. 45 ff. AEUV), die Niederlassungsfreiheit (Art. 49 ff. AEUV), die Dienstleistungsfreiheit (Art. 56 ff. AEUV) sowie die Kapital- und Zahlungsverkehrsfreiheit (Art. 63 ff. AEUV) ein.
Titel V des dritten Teils (Art. 67 bis Art. 89 AEUV) beinhaltet die Regelungen zum Raum der Freiheit, der Sicherheit und des Rechts, der die Bereiche Justiz- und Innenpolitik, einschließlich Asyl- und Migrationspolitik sowie Kriminalitätsbekämpfung umfasst. Der Titel ist in fünf Kapitel unterteilt. Nach den allgemeinen Bestimmungen zu den Koordinierungs- und Entscheidungsverfahren (Art. 67 ff. AEUV) werden die Politik im Bereich Grenzkontrollen, Asyl und Einwanderung (Art. 77 ff. AEUV), die justizielle Zusammenarbeit in Zivilsachen (JZZ, Art. 81 AEUV), die justizielle Zusammenarbeit in Strafsachen (JZS, Art. 82 ff. AEUV) sowie die polizeiliche Zusammenarbeit (PZ, Art. 87 ff. AEUV) geregelt.
Titel VI (Art. 90 bis Art. 100 AEUV) regelt die EU-Verkehrspolitik. Titel VII (Art. 101 bis Art. 118 AEUV) behandelt die Wettbewerbs- sowie die Steuerpolitik der Europäischen Union. Dies umfasst insbesondere die Zuständigkeiten in den Bereichen Kartellverbot und Monopolkontrolle (Art. 101 ff. AEUV), die Kontrolle staatlicher Beihilfen (Art. 107 ff. AEUV) sowie das Verbot von binnenmarktverzerrenden Steuern (Art. 110 ff. AEUV). Außerdem enthält Titel VII die Regelungen, nach denen die EU Rechts- und Verwaltungsvorschriften ihrer Mitgliedstaaten harmonisieren kann, um Verzerrungen des Europäischen Binnenmarktes zu verhindern (Art. 114 ff. AEUV). Aus bestimmten Gründen des Arbeits- oder Umweltschutzes können die Mitgliedstaaten dabei von den EU-Regelungen abweichende Standards aufrechterhalten, diese müssen aber von der Europäischen Kommission genehmigt werden.
Titel VIII des dritten Teils (Art. 119 bis Art. 144 AEUV) umfasst die Wirtschaftspolitik der Europäischen Union und die Regelungen zur Europäischen Wirtschafts- und Währungsunion. Er ist in fünf Kapitel unterteilt: Das erste Kapitel zur Wirtschaftspolitik (Art. 120 ff. AEUV) umfasst insbesondere den Stabilitäts- und Wachstumspakt (Art. 126 AEUV).
Kapitel 2 betrifft die Währungspolitik (Art. 127 ff. AEUV) und legt die speziellen Kompetenzen der Europäischen Zentralbank fest. Kapitel 3 (Art. 134 f. AEUV) behandelt den Wirtschafts- und Finanzausschuss, ein beratendes Gremium in finanzpolitischen Fragen.
Kapitel 4 (Art. 136 ff. AEUV) beinhaltet Bestimmungen zu einer intensivierten Zusammenarbeit der Eurogruppe, also der Staaten, die den Euro als Währung verwenden. Das fünfte Kapitel schließlich (Art. 139 ff. AEUV) enthält sogenannte Übergangsbestimmungen, in denen Regelungen für die Mitgliedstaaten getroffen werden, die den Euro nicht als Währung eingeführt haben.
Titel IX (Art. 145 bis Art. 150 AEUV) behandelt die Beschäftigungspolitik der Europäischen Union, Titel X (Art. 151 bis Art. 161 AEUV) die EU-Sozialpolitik. Die recht begrenzten Kompetenzen der EU in diesem Bereich sind in Art. 153 AEUV aufgelistet, der zudem die jeweiligen Formen der EU-Rechtsetzung in diesen Bereichen enthält. Der Europäische Sozialdialog ist in Art. 154f AEUV geregelt. Titel XI (Art. 162 bis Art. 164 AEUV) enthält Bestimmungen zum Europäischen Sozialfonds.
Die folgenden, verhältnismäßig kurzen Titel betreffen die Bildungspolitik der Europäischen Union einschließlich der Förderung von Jugendaustausch und Sport (Titel XII, Art. 165 f. AEUV), die EU-Kulturpolitik (Titel XIII, Art. 167 AEUV), die EU-Gesundheitspolitik (Titel XIV, Art. 168 AEUV), die EU-Verbraucherschutzpolitik (Titel XV, Art. 169 AEUV), die Transeuropäischen Netze (Titel XVI, Art. 170 bis Art. 172 AEUV) und die EU-Industriepolitik (Titel XVII, Art. 173 AEUV). Titel XVIII zum wirtschaftlichen, sozialen und territorialen Zusammenhalt (Art. 174 bis Art. 178 AEUV) behandelt die Regionalpolitik der Europäischen Union, insbesondere den Europäischen Fonds für Regionale Entwicklung und den Kohäsionsfonds. Titel XIX (Art. 179 bis Art. 190 AEUV) betrifft die Forschungspolitik der Europäischen Union sowie die Europäische Raumfahrtpolitik, Titel XX (Art. 191 bis Art. 193 AEUV) beinhaltet die Bestimmungen zur Umweltpolitik der Europäischen Union. Es folgen Titel zur EU-Energiepolitik (Titel XXI, Art. 194 AEUV), zur Förderung des Tourismus (Titel XXII, Art. 195 AEUV), zum Katastrophenschutz (Titel XXIII, Art. 196 AEUV) und zur Verwaltungszusammenarbeit (Titel XXIV, Art. 197 AEUV).

### Die Assoziierung der überseeischen Hoheitsgebiete
Der vierte Teil des AEU-Vertrags betrifft die assoziierten Überseegebiete einzelner Mitgliedstaaten. Diese assoziierten Gebiete, bei denen es sich um verschiedene zu Frankreich, dem Vereinigten Königreich und dem Königreich der Niederlande gehörende Inseln handelt, sind nicht Teil der Europäischen Union, können jedoch teilweise in den Europäischen Binnenmarkt eingebunden werden. Dies soll „in erster Linie den Interessen der Einwohner dieser Länder und Hoheitsgebiete dienen und ihren Wohlstand fördern“ (Art. 198 AEUV).
So können Personen der assoziierten Gebiete an europaweiten Ausschreibungen zu den gleichen Bedingungen wie Unionsbürger teilnehmen (Art. 199 Nr. 4 AEUV). Die EU-Mitgliedstaaten dürfen bei der Einfuhr aus den assoziierten Gebieten keine Zölle erheben, die assoziierten Gebiete können dagegen teilweise Steuern aufrechterhalten, um „den Erfordernissen ihrer Entwicklung und Industrialisierung“ zu entsprechen (Art. 200 Abs. 3 AEUV). Nach Art. 204 AEUV sind die Regelungen zu den assoziierten Gebieten auch auf das zu Dänemark gehörende Grönland anwendbar, das 1985 aus der EU austrat und seine Beziehungen mit dieser über ein spezielles Protokoll geregelt hat.

### Das auswärtige Handeln der Union
Der fünfte Teil des AEU-Vertrags, der aus sieben Titeln besteht, behandelt bestimmte außenpolitische Politikbereiche der EU. Er ergänzt damit Titel V des EU-Vertrags, der die allgemeinen Grundsätze über die EU-Außenpolitik festlegt. Titel I des fünften Teils, der nur aus Art. 205 AEUV besteht, nimmt ausdrücklich auf diese allgemeinen Bestimmungen im EU-Vertrag Bezug. Die Aufteilung der außenpolitischen Regelungen zwischen den beiden Verträgen hat historische Gründe, da die Gemeinsame Außen- und Sicherheitspolitik ursprünglich ein von der EG getrennter Politikbereich der EU war. Im Einzelnen sind im EU-Vertrag alle diejenigen außenpolitischen Bereiche geregelt, in denen der Rat der Europäischen Union einstimmig beschließt und Europäische Kommission und Europäisches Parlament weitgehend unbeteiligt sind. Im AEU-Vertrag sind dagegen die Politikfelder genannt, in denen Kommission und Parlament Mitspracherechte besitzen.
Titel II des fünften Teils (Art. 206f AEUV) behandelt die Gemeinsame Handelspolitik, die eine ausschließliche Zuständigkeit der EU ist und weitgehend von der Kommission ausgeübt wird. Titel III (Art. 208 bis Art. 214 AEUV) umfasst die Entwicklungspolitik der Europäischen Union. Titel IV (Art. 215 AEUV) betrifft restriktive Maßnahmen, also Wirtschaftssanktionen gegenüber Drittstaaten. Diese müssen im Grundsatz nach den im EU-Vertrag genannten Regelungen einstimmig beschlossen werden, ihre Umsetzung im Einzelnen erfolgt jedoch mit qualifizierter Mehrheit nach dem Verfahren im AEU-Vertrag.
Titel V (Art. 216 bis Art. 219 AEUV) betrifft internationale Übereinkommen, die die EU abschließen kann und die sowohl die EU-Organe als auch alle Mitgliedstaaten binden. Diese Übereinkommen werden von der Europäischen Kommission ausgehandelt und vom Rat der EU beschlossen, wobei der Rat mit qualifizierter Mehrheit oder einstimmig entscheidet, je nachdem, welches Abstimmungsverfahren für den betreffenden Politikbereich ansonsten vorgesehen ist. In den meisten Fällen muss auch das Europäische Parlament dem Übereinkommen zustimmen.
Titel VI (Art. 220f AEUV) regelt die Zusammenarbeit der EU zu internationalen Organisationen wie den Vereinten Nationen, dem Europarat, der OSZE und der OECD. Außerdem enthält er die Grundlage für die Delegationen der Europäischen Union in Drittstaaten. Titel VII (Art. 222 AEUV) schließlich beinhaltet die „Solidaritätsklausel“, nach der sich alle Mitgliedstaaten im Falle eines Terroranschlags, einer Naturkatastrophe oder einer von Menschen verursachten Katastrophe gegenseitig beistehen. Hierfür mobilisiert die EU „alle ihr zur Verfügung stehenden Mittel, einschließlich der ihr von den Mitgliedstaaten bereitgestellten militärischen Mittel“.

### Institutionelle Bestimmungen und Finanzvorschriften
Der sechste Teil des AEU-Vertrags ist in drei Titel unterteilt. Er ergänzt die institutionellen Bestimmungen, die in Titel III des EU-Vertrags enthalten sind, und enthält die Regelungen zum EU-Haushalt.
Titel I (Art. 223 bis Art. 309 AEUV) enthält Bestimmungen über die Organe der EU und erläutert die Rechtsetzungsverfahren der EU. Er ist in vier Kapitel unterteilt: In Kapitel 1 werden zunächst Einzelregelungen zu den Organen aufgeführt, die unmittelbar an die entsprechenden allgemeinen Bestimmungen im EU-Vertrag anknüpfen. Sie betreffen das Europäische Parlament (Art. 223 bis Art. 234 AEUV), den Europäischen Rat (Art. 235 f. AEUV), den Rat der EU (Art. 237 bis Art. 243 AEUV), die Europäische Kommission (Art. 244 bis Art. 250 AEUV), den Gerichtshof der Europäischen Union (Art. 251 bis Art. 281 AEUV), die Europäische Zentralbank (Art. 282 bis Art. 284 AEUV), den Europäischen Rechnungshof (Art. 285 bis Art. 287 AEUV).
Anschließend wird in Kapitel 2 die Rechtsetzung der EU geregelt, indem die Rechtsakte der EU (Verordnungen, Richtlinien, Beschlüsse, Empfehlungen und Stellungnahmen) definiert werden (Art. 288 ff. AEUV). Art. 294 AEUV beschreibt das ordentliche Gesetzgebungsverfahren, nach dem die meisten EU-Rechtsakte zustande kommen.
Kapitel 3 beinhaltet die Regelungen zum Europäischen Wirtschafts- und Sozialausschuss (Art. 301 ff. AEUV) und zum Ausschuss der Regionen (Art. 305 ff. AEUV), die keine eigenen Entscheidungsbefugnisse haben und nur beratend tätig sind. Kapitel 4 schließlich geht auf die Europäische Investitionsbank ein (Art. 308 f. AEUV).
Titel II enthält die Vorschriften zu den Finanzen der EU, insbesondere zu den EU-Eigenmitteln (Art. 311 AEUV), zum mehrjährigen Finanzrahmen (Art. 311 AEUV), zum Jahreshaushaltsplan der EU, der von Rat und Parlament gemeinsam erlassen wird (Art. 313 ff. AEUV) sowie zur Bekämpfung von Korruption (Art. 325 AEUV).
Titel III erläutert die Verfahren für eine verstärkte Zusammenarbeit (Art. 326 ff. AEUV).

### Allgemeine und Schlussbestimmungen
Der abschließende Teil des AEU-Vertrags behandelt verschiedene Aspekte wie die Rechtspersönlichkeit der EU (Art. 335 AEUV), das Statut der EU-Beamten (Art. 336 AEUV) oder die Haftung der EU (Art. 340 AEUV). Art. 341 und Art. 342 AEUV legen fest, dass der Sitz der EU-Organe sowie die Amtssprachen der Europäischen Union einstimmig von den Mitgliedstaaten festgelegt werden; sie lassen also eine künftige Neuregelung dieser Fragen auch ohne Vertragsänderung offen.
Art. 352 AEUV beinhaltet eine Generalklausel für die Fälle, in denen eine Aktivität der EU im Rahmen der im Vertrag genannten Politikbereiche zur Verwirklichung der Vertragsziele erforderlich erscheint, aber der Vertrag hierfür keine ausdrücklichen Befugnisse vorsieht. In diesen Fällen kann der Rat der EU auf Vorschlag der Europäischen Kommission und nach Zustimmung des Europäischen Parlaments die entsprechenden Regelungen einstimmig erlassen. Davon ausgenommen ist die Gemeinsame Außen- und Sicherheitspolitik; außerdem darf auf diesem Weg keine Rechtsangleichung der Mitgliedstaaten in Bereichen erfolgen, in denen diese ansonsten ausdrücklich von den Verträgen ausgeschlossen wird.
Art. 355 AEUV spezifiziert den Geltungsbereich der EU-Verträge, für den in Art. 52 EUV nur grob alle Mitgliedstaaten der EU angeführt sind. Im AEU-Vertrag werden nun einzelne Gebiete mit speziellem Rechtsstatus genannt, auf die die EU-Verträge nicht oder nur eingeschränkt Anwendung finden.
Art. 356 AEUV legt die unbegrenzte zeitliche Geltungsdauer des Vertrags fest, Art. 357 AEUV bestimmt das Ratifikationsverfahren und Inkrafttreten. Art. 358 schließlich verweist auf Art. 55 EUV, in dem die 24 amtlichen Sprachversionen des Vertrags aufgeführt sind, und zeigt auf diese Weise nochmals die „unverbrüchliche Einheit zwischen beiden Verträgen“.

## Verfahren zur Vertragsänderung
Als völkerrechtliche Verträge kann der Wortlaut von EU-Vertrag und AEU-Vertrag prinzipiell durch Änderungsverträge geändert werden, die ebenfalls den Rang völkerrechtlicher Verträge haben. Dies geschah bislang zuletzt durch den Vertrag von Lissabon 2007. Während frühere Vertragsreformen jeweils von einer Regierungskonferenz ausgearbeitet und anschließend von allen Mitgliedstaaten einzeln ratifiziert wurden, legt seit Inkrafttreten des Vertrags von Lissabon der EU-Vertrag selbst spezielle Änderungsverfahren fest, wie Vertragsreformen künftig vor sich gehen sollen (Art. 48 EUV). Dabei wird zwischen einem ordentlichen Änderungsverfahren und vereinfachten Änderungsverfahren unterschieden, wobei letztere in speziellen Fällen nicht unbedingt eine Ratifikation durch die nationalen Parlamente erfordern. Allerdings ist in jedem Fall ein einstimmiger Beschluss der nationalen Regierungen notwendig. Eine Veränderung der EU-Verträge ist daher im Normalfall erheblich schwieriger zu erreichen als eine Änderung nationaler Verfassungen.
Das ordentliche Änderungsverfahren kann durch die Regierung jedes Mitgliedstaats, das Europäische Parlament oder die Europäische Kommission eingeleitet werden, die dem Europäischen Rat Reformentwürfe vorlegen. Dieser entscheidet dann über die Einsetzung eines Europäischen Konvents, der sich aus Vertretern der nationalen Parlamente, der nationalen Regierungen, des Europäischen Parlaments und der Kommission zusammensetzt. Dieser Konvent entwickelt daraufhin Empfehlungen, die er im Konsens annimmt und einer Regierungskonferenz der Mitgliedstaaten vorlegt. Diese arbeitet dann einen Änderungsvertrag aus, der anschließend von allen Mitgliedstaaten ratifiziert werden muss. Bei nur kleineren Änderungen kann der Europäische Rat auf die Einsetzung eines Konvents verzichten und selbst das Mandat für die Regierungskonferenz festlegen. Dies entspräche dem bei den bisherigen Vertragsänderungen übliche Vorgehen.
Das vereinfachte Änderungsverfahren ist nur für den dritten Teil des AEU-Vertrags möglich, in dem die internen Politikfelder der EU geregelt sind. Hier kann der Europäische Rat selbst einen Beschluss erlassen, durch den der Vertrag geändert wird. Er beschließt dabei einstimmig nach Anhörung des Europäischen Parlaments und der Kommission sowie gegebenenfalls der Europäischen Zentralbank, wenn Währungsfragen betroffen sind. Der Beschluss darf keine Ausweitung der Zuständigkeiten der EU umfassen und tritt erst in Kraft, wenn alle Mitgliedstaaten ihm im Einklang mit ihren jeweiligen verfassungsrechtlichen Vorschriften zugestimmt haben. In zahlreichen Mitgliedstaaten, unter anderem in Deutschland, ist ein solcher Beschluss nur nach Zustimmung des nationalen Parlaments möglich.
Ein weiteres vereinfachtes Änderungsverfahren betrifft die Politikbereiche, in denen der Rat der Europäischen Union dem Vertragstext zufolge einstimmig beschließt. Durch einen einstimmigen Beschluss des Europäischen Rates kann hier zum Mehrheitsverfahren übergegangen werden (sog. Passerelle-Klausel, Art. 48 Abs. 7 EUV). Ausgenommen sind dabei Beschlüsse im militärischen oder verteidigungspolitischen Bereich, bestimmte Punkte des Haushaltsverfahrens, die Generalklausel nach Art. 352 AEUV sowie die Suspendierung der EU-Mitgliedschaft nach Art. 7 EUV, wo grundsätzlich das Einstimmigkeitsprinzip gilt (Art. 353 AEUV). Außerdem kann in Bereichen, für die ein besonderes Gesetzgebungsverfahren gilt, durch einen einstimmigen Beschluss des Europäischen Rates das ordentliche Gesetzgebungsverfahren eingeführt werden. In beiden Fällen muss das Europäische Parlament dem Beschluss des Europäischen Rates zustimmen. Außerdem hat jedes nationale Parlament während einer sechsmonatigen Frist die Möglichkeit, ein Veto gegen einen derartigen Beschluss einzulegen. In einigen Mitgliedstaaten, darunter Deutschland, muss das nationale Parlament den Beschluss sogar ausdrücklich unterstützen, damit die Regierung im Europäischen Rat dafür stimmen kann.

## Zeittafel der Europäischen Verträge
| Unterz. In Kraft Vertrag                    | 1948 Brüsseler Pakt                                               | 1951 1952 Paris                                                   | 1954 1955 Pariser Verträge                      | 1957 1958 Rom                                       | 1965 1967 Fusions- vertrag                          | 1986 1987 Einheitliche Europäische Akte | 1992 1993 Maastricht     | 1992 1993 Maastricht          | 1997 1999 Amsterdam           | 2001 2003 Nizza        | 2001 2003 Nizza | 2007 2009 Lissabon |  |  |  |  |  |  |  |  |  |
|                                             |                                                                   |                                                                   |                                                 |                                                     |                                                     |                                         |                          |                               |                               |                        |                 |                    |  |  |  |  |  |  |  |  |  |
| Europäische Gemeinschaften                  | Europäische Gemeinschaften                                        | Drei Säulen der Europäischen Union                                | Drei Säulen der Europäischen Union              | Drei Säulen der Europäischen Union                  | Drei Säulen der Europäischen Union                  | Drei Säulen der Europäischen Union      |                          |                               |                               |                        |                 |                    |  |  |  |  |  |  |  |  |  |
|                                             | Europäische Atomgemeinschaft (Euratom)                            | Europäische Atomgemeinschaft (Euratom)                            | →                                               |                                                     |                                                     |                                         | ←                        |                               |                               |                        |                 |                    |  |  |  |  |  |  |  |  |  |
|                                             |                                                                   |                                                                   | →                                               | Europäische Gemeinschaft für Kohle und Stahl (EGKS) | Europäische Gemeinschaft für Kohle und Stahl (EGKS) | Vertrag 2002 ausgelaufen                | Vertrag 2002 ausgelaufen |                               | Europäische Union (EU)        | Europäische Union (EU) |                 |                    |  |  |  |  |  |  |  |  |  |
|                                             |                                                                   |                                                                   | →                                               | Europäische Wirtschaftsgemeinschaft (EWG)           | Europäische Wirtschaftsgemeinschaft (EWG)           |                                         | ←                        | Europäische Gemeinschaft (EG) | Europäische Gemeinschaft (EG) | Europäische Union (EU) |                 |                    |  |  |  |  |  |  |  |  |  |
|                                             |                                                                   |                                                                   | →                                               | Justiz und Inneres (JI)                             |                                                     |                                         | ←                        | Europäische Gemeinschaft (EG) | Europäische Gemeinschaft (EG) | Europäische Union (EU) |                 |                    |  |  |  |  |  |  |  |  |  |
|                                             | Polizeiliche und justizielle Zusammenarbeit in Strafsachen (PJZS) | Polizeiliche und justizielle Zusammenarbeit in Strafsachen (PJZS) | →                                               | Justiz und Inneres (JI)                             | ←                                                   |                                         |                          |                               |                               | Europäische Union (EU) |                 |                    |  |  |  |  |  |  |  |  |  |
| Europäische Politische Zusammenarbeit (EPZ) | →                                                                 | Gemeinsame Außen- und Sicherheitspolitik (GASP)                   | Gemeinsame Außen- und Sicherheitspolitik (GASP) | Gemeinsame Außen- und Sicherheitspolitik (GASP)     | ←                                                   |                                         |                          |                               |                               | Europäische Union (EU) |                 |                    |  |  |  |  |  |  |  |  |  |
| Westunion (WU)                              | Westunion (WU)                                                    | Westeuropäische Union (WEU)                                       | Westeuropäische Union (WEU)                     | Westeuropäische Union (WEU)                         | Westeuropäische Union (WEU)                         |                                         |                          |                               |                               | Europäische Union (EU) |                 |                    |  |  |  |  |  |  |  |  |  |
| Westunion (WU)                              | Westunion (WU)                                                    | Westeuropäische Union (WEU)                                       | Westeuropäische Union (WEU)                     | Westeuropäische Union (WEU)                         | Westeuropäische Union (WEU)                         | aufgelöst zum 1. Juli 2011              |                          |                               |                               |                        |                 |                    |  |  |  |  |  |  |  |  |  |
|                                             |                                                                   |                                                                   |                                                 |                                                     |                                                     |                                         |                          |                               |                               |                        |                 |                    |  |  |  |  |  |  |  |  |  |

## Kritik
Art. 123 verbietet es der Europäischen Zentralbank, Kredite direkt an einzelne Länder zu vergeben. Die Finanzministerien der Mitgliedsstaaten können sich also nur auf dem Kapitalmarkt, insbesondere bei Geschäftsbanken, Geld im Gegenzug zur Emission von Staatsanleihen beschaffen. Den Geschäftsbanken ist es hingegen erlaubt mit den erworbenen Staatsanleihen als Sicherheiten direkte Kredite von der Europäischen Zentralbank zu erhalten, sodass sie als mitverdienende Vermittler der Staatsfinanzierung agieren.
Begründet wird das Verbot damit, dass es Inflation verhindern würde. Kritiker, wie z. B. Sahra Wagenknecht, halten dieses Argument jedoch für historisch nicht haltbar und sehen in dem Artikel einen Grund dafür, dass die Staaten ihre Schulden unnötig in die Höhe treiben. Hier würden Gewinne privatisiert, während Verluste sozialisiert würden.